# Saga de Hrafnkell

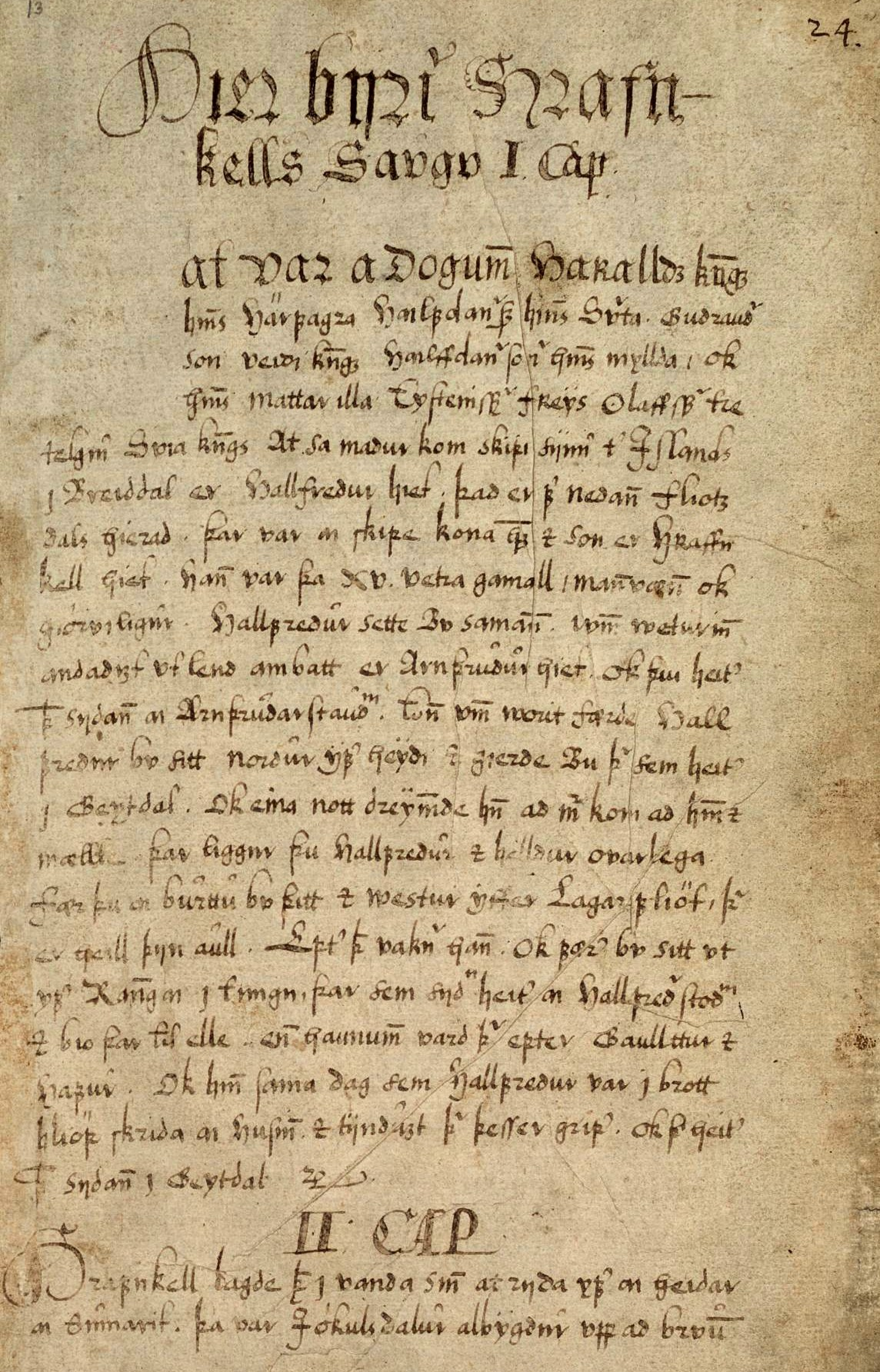
Primera pàgina de la saga de Hrafnkell en el manuscrit ÁM. 156.

La saga de Hrafnkell (AFI:ˈr̥apncɛl ˌsaːɣa/), sacerdot de Frey (nòrdic antic i islandès modern: «Hrafnkels saga freysgoðar») és una saga islandesa l'acció de la qual es desenvolupa al segle x i que relata l'enfrontament entre els caps dels clans familiars en l'est de l'illa. L'heroi epónimo de l'obra, Hrafnkell freysgoði, gaudeix d'una sòlida reputació com duelista i, en un moment donat, fa el jurament d'adorar exclusivament al déu Frey. No obstant això, després d'una sèrie de derrotes i humiliacions, com la destrucció del temple que havia construït per al seu déu, perd la fe i es torna ateu. La seva personalitat evoluciona, perquè l'heroi aprèn a interactuar de manera pacífica amb el seu proïsme. En anar guanyant progressivament la confiança de nous companys, aconsegueix venjar-se dels seus enemics, i finalitza els seus dies com un cap poderós i respectat. La moralitat del relat és que la veritable font del poder no resideix en la fe divina sinó en la lleialtat dels propis subordinats. La saga de Hrafnkell, llegida i apreciada fins avui, sedueix per la seva estructura lògica, la seva versemblança i per la rellevància dels seus personatges. Per totes aquestes raons, l'obra ocupa un lloc central al debat sobre l'origen de les sagues islandeses.

## Resum

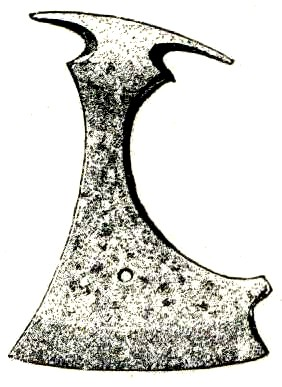
Aquesta destral de l'Edat del ferro, descoberta a la illa de Gotland, podria semblar-se a aquelles empleades a Islàndia durant el.

La història comença amb el viatge del noruec Hallfreðr, que participa al voltant de l'any 900 en totes les primeres expedicions de colonització d'Islàndia, i s'instal·la a l'est de l'illa en companyia del seu fill, Hrafnkell, un jove de valentia prometedora. Hrafnkell té ambició i, amb el permís del seu pare, aviat decideix fundar el seu propi assentament. Para això escull una vall deshabitada on instal·la una granja que a la qual denomina Aðalból («Llar Noble»). Aquesta vall, degudament identificat, serà més tard rebatejat com Hrafnkelsdalr («Valle de Hrafnkell»).
Allí Hrafnkell fa erigir un gran temple, on efectua fastuosos sacrificis. Els millors caps del seu bestiar són ofertes a Frey, el déu que venera per sobre tots els altres. En un moment donat, col·loca sota la protecció d'aquesta divinitat al seu cavall preferit, Freyfaxi, i jura que matarà a qualsevol que ho munti sense el seu permís. Aquestes manifestacions de fervor religiós li fan guanyar l'apel·latiu de Freysgoði («goði de Frey»).
Hrafnkell alimenta una gran sigueu de poder i s'imposa com a cap de clan al tiranizar als habitants de les valls circumdants. Sempre està preparat a batre's a un holmgang (duel), i mai paga el preu de la sang (wergeld) després d'haver matat a algú.

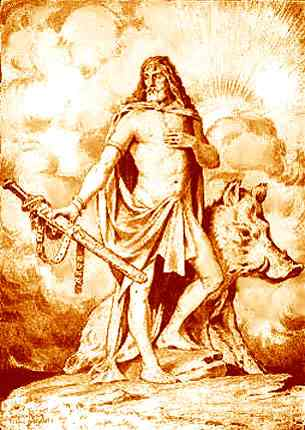
A pesar que el déu nòrdic Frey sigui la divinitat predilecta de Hrafnkell, la saga és escassa en elements sobrenaturals.

La saga se centra després en Einarr, un dels pastors de Hrafnkell. Un dia, un assumpte urgent ho obliga a muntar un cavall, però en apropar-se tots els animals ho defugen, amb l'excepció de Freyfaxi. Per això, es puja a lloms d'est i part pel dia. A continuació, el cavall torna per si mateix a Aðalból i comença a renillar: Hrafnkell, en veure al seu animal brut i suós, s'adona del que ha ocorregut. Surt llavors amb la seva destral i mata de mala gana a Einarr, amb la finalitat de respectar el seu jurament.
El pare de Einarr, Þorbjörn, queda devastat per la mort del seu fill i va a la trobada de Hrafnkell per reclamar el preu de la sang. Aquest últim li replica que ell no paga el wergeld per cap home. Admet, no obstant això, que aquesta mort està entre les més atroces que ha comès, i està disposat a donar una compensació honorable. Llavors li proposa a Þorbjör allotjar-ho i cuidar-ho fins a la resta dels seus dies. Þorbjör, no obstant això, rebutja aquest acte de submissió i li exigeix almenys un acord formal entre persones d'igual rang. En enfrontar el rebuig de Hrafnkell, Þorbjör no perd la paciència i busca una manera d'aconseguir el seu objectiu.
Les lleis de la comunitat islandesa garanteixen, en efecte, a cada home lliure, els mateixos drets. Però en la pràctica, l'absència d'una autoritat executiva central, fa que un home ordinari trobi dificultats en enfrontar al cap d'un clan. En tals circumstàncies, va procedir a buscar el suport d'un altre cap per ajudar-li en els tràmits legals, ja complexos en l'època, i per posteriorment fer aplicar el veredicte, en cas d'èxit davant l'assemblea.
Þorbjör sol·licita l'ajuda del seu germà Bjarni, qui rebutja veure's embolicat en una disputa amb el poderós Hrafnkell. A continuació, prova sort amb Sámr, el fill de Bjarni. Aquest últim, al seu torn, li aconsella millor acceptar l'oferta de Hrafnkell, sense aconseguir revertir la determinació de l'ancià. Sámr, qui no havia tingut al començo intenció alguna d'involucrar-se en el conflicte, se sent finalment obligat a acceptar, en vista de la insistència del seu oncle. El jove accepta formalment prendre al seu càrrec el cas de Þorbjör en el procés que s'aproxima, i es converteix llavors en el querellant.

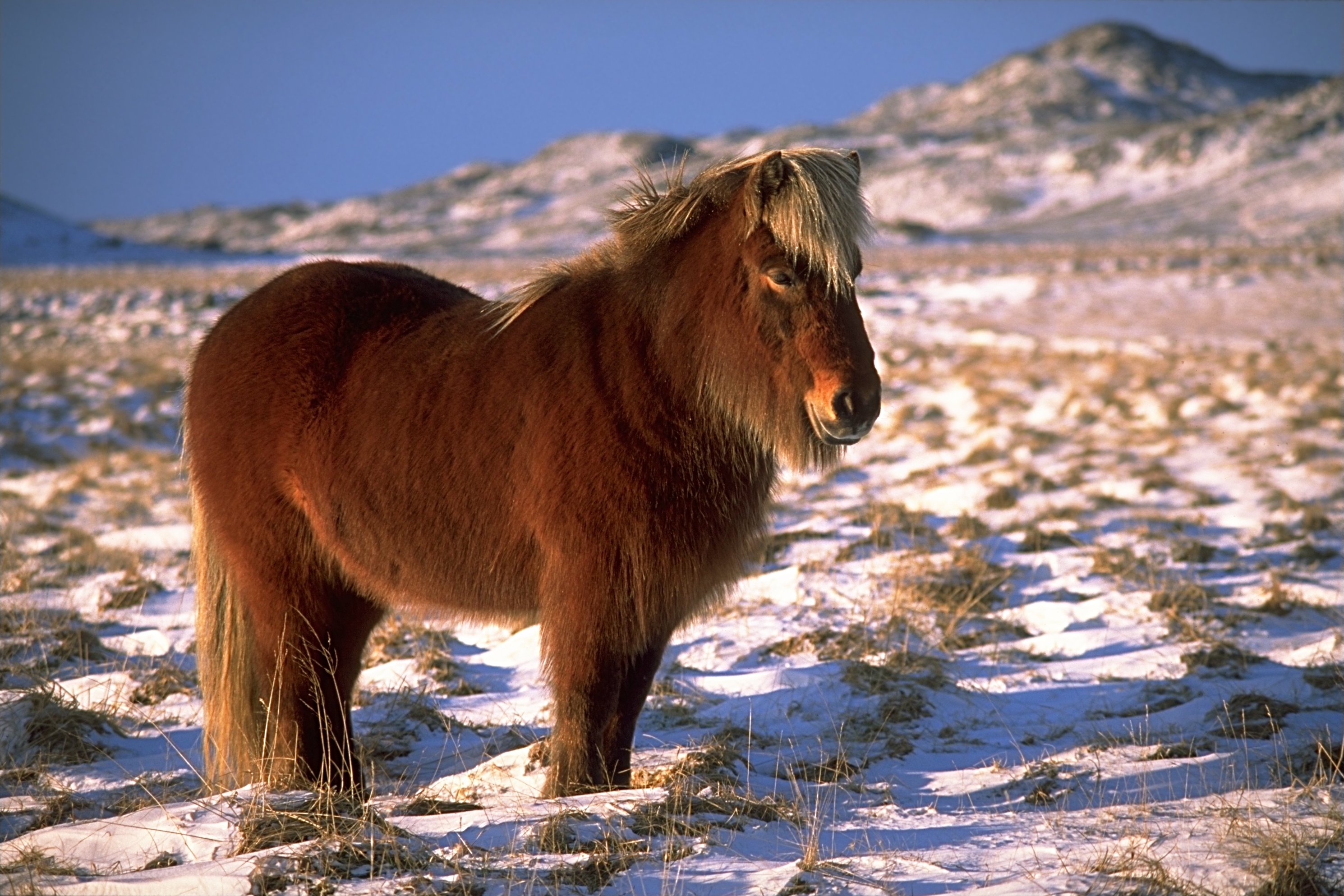
Els colons noruecs van portar cavalls a Islàndia, i aquests últims figuren en una bona quantitat de sagues. El cavall islandès va romandre aïllat després de l'Edat Mitjana.

Sámr prepara la seva acusació contra Hrafnkell i li convoca a l'A elþing per a l'estiu següent, la qual cosa provoca el riure del poderós cap. Quan Sámr i Þorbjör arriben a Þingvellir, on es reuneix l'assemblea, descobreixen ràpidament que cap dels grans caps de clans desitja oferir-los la seva ajuda. Aquesta vegada, Þorbjör està aviat a abandonar, però Sámr insisteix perquè l'assumpte sigui portat a terme d'una manera o d'una altra. Sámr i Þorbjör després es troben per casualitat amb Þorkell, un jove aventurer originari de Vestfirðanar, (fiords de l'oest). L'home simpatitza amb la seva causa i els ajuda a obtenir el suport del seu germà Þorgeirr, un cap poderós. Gràcies a això, Sámr pot iniciar el procés i allí demostrar tota la seva perícia. Hrafnkell és declarat culpable, i com a resultat d'aquest judici, Sámr rep el dret de matar a Hrafnkell i de confiscar els seus béns i les seves terres. El jove, acompanyat de Þorgeirr i de Þorkell, arriba a Aðalból molt primerenc un matí, sorprèn a Hrafnkell durant el somni i ho captura.
Li deixen dues possibilitats a Hrafnkell: ser executat en el camp o convertir-se en súbdit de Sámr, despullat del seu honor i dels seus béns. Hrafnkell, davant la disyuntiva, escull viure. Þorkell prediu llavors a Sámr que es penedirà d'haver perdonat la vida al seu enemic.

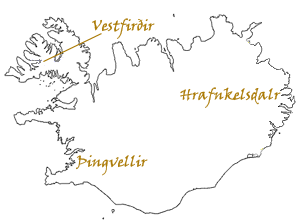
Les peripècies de la saga de Hrafnkell es desenvolupen en una vasta zona d'Islàndia.

Sámr presa oficialment possessió de Aðalból i convida als habitants locals a una gran festa, durant la qual ells ho reconeixen com el seu nou cap. Hrafnkell, per la seva banda, es marxa per construir-se un nou estatge a una altra vall. La seva ambició, que va mantenir intacta, i la seva tenacitat li permeten convertir-se en un respectable granger després d'alguns anys de dura labor.
Þorkell i Þorgeirr, que la seva sigueu de venjança no ha estat sadollada encara, decideixen «lliurar a Freyfaxi al seu propietari» i llancen el cavall des de l'alt de penya-segat. Així mateix, incendien el temple de Hrafnkell. Havent-se assabentat de tot això, Hrafnkell arriba a la conclusió que «és una bogeria creure en els déus», des de llavors mai més realitza cap sacrifici. El seu comportament es torna més civilitzat, i l'antic cap tirànic es fa cada vegada més agradable amb els seus servidors. D'aquesta manera va adquirint popularitat i atreu la lleialtat del seu entorn.
Després de sis anys de pau, Hrafnkell estima que ha arribat l'hora de la seva revenja. Descobreix que el germà de Sámr, Eyvindr, efectua un viatge a un lloc proper amb alguns companys. Hrafnkell reuneix als seus propis homes i es llança a l'atac. Sámr, tan aviat com s'adona de l'emboscada, va en ajuda del seu germà amb alguns homes, però arriba massa tarda.

Esquema de la família de Sámr. Les línies de parentiu juguen un rol essencial en la major part de les sagues.

L'endemà al matí, Hrafnkell sorprèn a Sámr durant el somni i li ofereix la mateixa elecció que aquest li havia fet sis anys enrere. Igual que el seu enemic la vegada anterior, Sámr prefereix viure. Llavors Hrafnkell es reinstal·la en Aðalból, la seva antiga residència i reasume les seves funcions com a cap de clan.
Sámr part cap a l'oest buscant novament el suport de Þorkell i Þorgeirr, però aquests últims li repliquen que ell és únic causant de la seva pròpia desgràcia: ell hauria d'haver matat a Hrafnkell quan va tenir l'ocasió. És per aquesta raó que ells rebutgen recolzar a Sámr en una nova lluita contra el seu rival. Li ofereixen, en compensació, permetre-li viure al seu costat. Sámr declina la invitació i torna on Hrafnkell, a qui servirà fins a la fi dels seus dies sense poder venjar-se.
Quant a Hrafnkell, est roman com un cap respectat fins a morir en pau, envoltat dels seus. Els seus fills es converteixen en caps de clans al seu degut temps.

## De l'escriptor original al lector modern

### Preservació del relat
L'autor de la saga de Hrafnkell roman completament desconegut fins als nostres dies. El text mateix no ho nomena, ni tampoc apareix en altres fonts de l'època. Sens dubte va ser un islandès, i va haver d'haver viscut prop del lloc on es desenvolupen les peripècies de la saga.

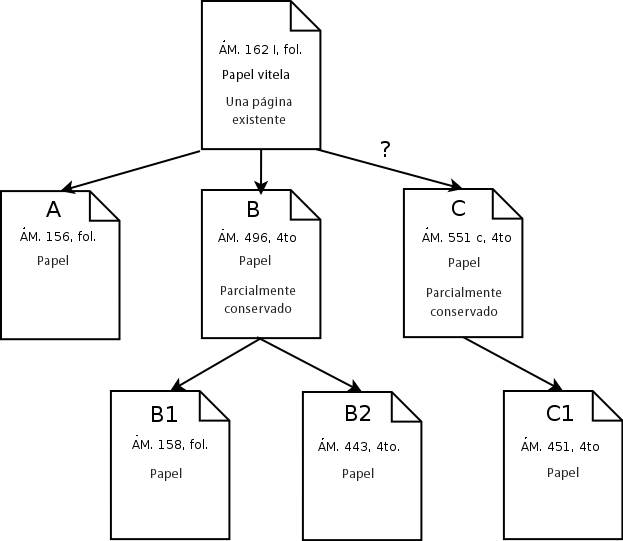
Esquema filològic de la saga de Hrafnkell. Set manuscrits en particular permeten aproximar-se al probable text original.

La data precisa de composició de l'obra és igualment difícil de determinar: la de la fi del segle xiii sembla la hipòtesi més probable. El manuscrit més antic que subsisteix està escrit sobre pergamí, específicament en paper vitela, i data de la primera meitat del segle xv, podent tractar-se de la còpia directa del text original. Desgraciadament solament una de les seves pàgines ha sobreviscut fins als nostres dies. No obstant això, a partir de les còpies d'aquest manuscrit, es van fer els manuscrits en paper ulteriors, i que han permès preservar la integritat de la saga. L'obra inicial està llavors ben conservada, i no ha estat necessari més que realitzar lleugeres reescriptures o polir errors de còpia.
Una de les famílies de manuscrits en paper, anomenada C i C1 en l'esquema del costat, conté una versió notòriament diferent de la saga, amb moltes addicions menors. La major part dels investigadors rellegeixen aquestes obres al costat de l'original en vitela, però pensen que els agregats són obra de l'autor de la saga de Fljótsdæla. Per això, es presta més atenció a les versions més curtes de la història de Hrafnkell en comparació a les versions més llargues, jutjades apócrifas.

### Les diferents edicions

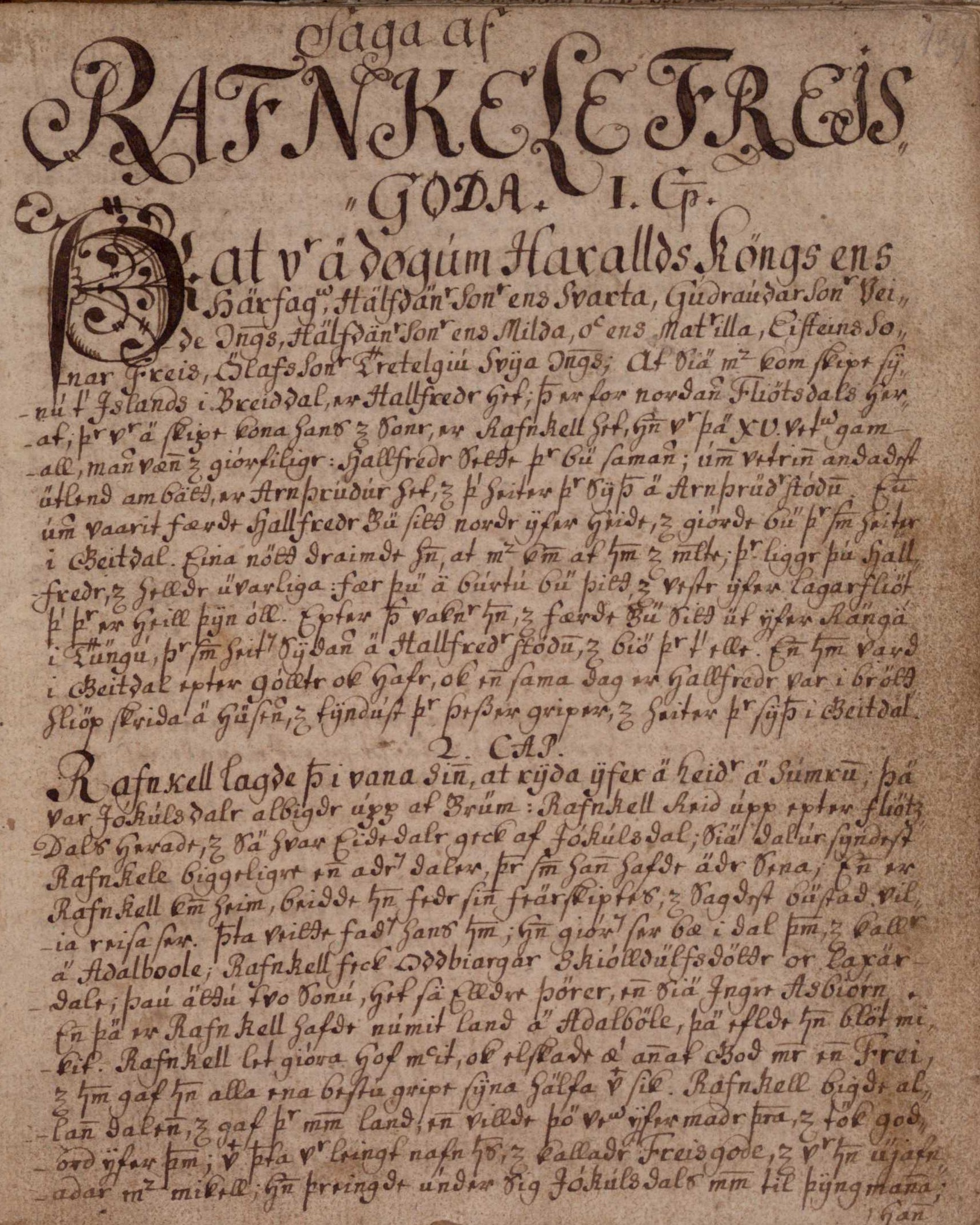
Versió de la saga de Hrafnell de Sögubók.

Peder Goth Thorsen i Konráð Gíslasson van editar la saga per primera vegada en 1839, a Copenhaguen. Van seguir altres edicions erudites, on es pot destacar la de Jákup Jakobsen en 1902-1903 i la Jón Jóhannesson en 1950.
La saga de Hrafnkell ha conegut també nombroses edicions populars, així com traduccions en diverses llengües. L'edició publicada per Halldór Laxness en 1942 va ser particularment audaç, en el sentit que per primera vegada va aplicar l'ortografia de l'islandès modern a un text en nòrdic antic. Molts detractors van veure en això una perversió del text original. Els partidaris d'aquesta opció, per contra, han argumentat que l'ortografia del nòrdic antic és en si mateixa una construcció artificial, no més propera als antics manuscrits que l'ortografia moderna, i sens dubte molt més complicada per al lector. Aquesta tesi va acabar predominant, al punt que les edicions actuals de les sagues han recorregut en la seva majoria a les convencions tipogràfiques modernes.

### Recepció del lector modern
Avui dia, la saga de Hrafnkell roman com una de les sagues islandeses més llegides del món. Els lectors aprecien especialment la seva intriga lògica i coherent, la qual fa d'aquesta saga talla una primera lectura ideal per als qui desitgen descobrir aquest gènere literari tan particular.
El text és estudiat en profunditat en les secundàries islandeses i constitueix alhora un bon text d'introducció per als estudiants de nòrdic antic. Sigurður Nordal ha arribat a dir que és «una de les novel·les curtes més perfectes de la literatura mundial».

## Orígens
El fet que la saga de Hrafnkell sigui tan accessible l'ha fet un objecte d'estudi privilegiat per descobrir l'origen exacte de les sagues islandeses. En aquest cas, els mateixos elements serveixen de vegades per sostenir teories molt diferents.

### Història
Els comentaristes havien considerat per llarg temps que les sagues eren fidels ressenyes d'esdeveniments històrics, les quals haurien estat transmeses oralment durant moltes generacions abans de ser posades en paper pels copistes preocupats de la veracitat dels fets. Els investigadors del segle xix, en particular, van ser seduïts per aquesta teoria. No obstant això, la idea va ser abandonada en els mitjans universitaris cap a 1940, i solament la sostenen encara els afeccionats entusiastes.
Molts continuen veient en la saga de Hrafnkell un exemple típic d'història oral preservada amb exactitud. La versemblança del relat, el realisme dels protagonistes i les seves reaccions contribueixen a afavorir aquesta hipòtesi, així com l'absència d'elements sobrenaturals. D'altra banda, la brevetat del text fa creïble que el seu contingut hagi pogut ser transmès per via oral de manera coherent durant llarg període cronològic: el lector modern per si mateix, després de dues o tres lectures, serà capaç de narrar la història amb precisió.
Però aquesta interpretació històrica enfronta un sens fi de dificultats. Quan es compara la saga amb altres fonts de la mateixa època, particularment amb el Landnámabók, apareixen immediatament moltes incoherències. Verbigràcia, el Landnámabók ens mostra que Hrafnkell va tenir un pare anomenat Hrafn, mentre que la saga li dona el nom de Hallfreðr. La forma en què la saga presenta les lleis de l'època, i la manera d'aplicar-les, entren sovint en contradicció amb altres fonts més fiables.

### Literatura
Les incoherències històriques de la saga, així com altres elements, han portat a Sigurður Nordal a formular una teoria nova en un llibre titulat «Hrafnkatla», publicat el 1940. L'obra es nodreix de les crítiques formulades precedentemente i reuneix les informacions recol·lectades a través d'Islàndia per invalidar definitivament la tesi de la veracitat històrica.
Més enllà de les divergències anotades amb el Landnámabók i la realitat jurídica d'aquesta època, Nordal agrega que la saga tracta igualment les dades geogràfiques de manera incorrecta. Les valls en els quals es desenvolupen les peripècies del relat no haurien pogut acollir una població tan important com sembla suggerir el text. Quant al penya-segat situat prop de Aðalból i on el cavall Freyfaxi va trobar la mort, l'autor constata que simplement no existeix.
A diferència de les antigues teories, Nordal veu en la semblança i la consistència de la saga un indici que ho fa pensar que solament un talentós autor estaria darrere de l'altra. Segons l'investigador, l'autor es preocupa poc de l'exactitud històrica: si bé degué poder a vegades consultar alguns documents antics, ell ha adaptat probablement el seu contingut de manera de fer-ho concordar amb la intriga del seu relat.

### Folklore
Una altra escola de pensament dedicada a l'origen de les sagues va aparèixer en la segona meitat del segle XX: ella es dedica a subratllar els elements folklòrics presents en aquests textos i a posar de manifest la supervivència de llegendes molt antigues.
Aquest corrent, en certs punts, s'apropa a la vella idea relativa a la preservació oral de les sagues, però sense necessàriament focalitzar-se en la pregunta sobre la seva veracitat històrica. Els acadèmics utilitzen els mètodes de la recerca moderna per determinar en una història, els elements susceptibles de persistir al pas del temps, en oposició a aquells que resulten efímers. L'experiència sembla suggerir que la intriga central de les sagues pot conservar-se a través de la transmissió oral sense dificultat per llarg termini, mentre que els detalls més anecdòtics com el nom dels personatges secundaris poden modificar-se durant el pas dels segles.
L'investigador islandès Óskar Halldórsson va escriure un breu estudi sobre la saga de Hrafnkell, en el qual critica els treballs de Sigurður Nordal. Segons Halldórsson, inexactituds tals com l'error en el nom del pare de l'heroi no proven en absolut que la saga no sigui més que ficció inventada completament al segle xiii. Al contrari, es pot veure allí la confirmació que la història de Hrafnkell s'ha pogut preservar oralment durant un llarg període sense sofrir més que alteracions secundàries, bastant després de la redacció del Landnámabók.
Óskar Halldórsson va establir, d'altra banda, un vincle entre l'episodi de Freyfaxi i la veneració dels cavalls, tradició àmpliament estesa entre tots els pobles indoeuropeus. La presència d'aquest tipus de temes mitològics o folklòrics, segons ell, indica que nombrosos elements de la saga de Hrafnkell provenen en realitat l'època precristiana.

### Anàlisis recents
El debat relatiu a la saga de Hrafnkell roman obert. En un llibre publicat en 1988, Hermann Pálsson refuta novament la tesi de la transmissió oral i busca lligar l'obra amb els grans corrents d'idees de l'Europa Medieval. Contràriament als estudis precedents, aquest examen va ser realitzat a partir de la versió llarga de la saga.
Jón Hnefill Aðalsteinsson, en el seu estudi realitzat en 2000, subratlla la omnipresencia dels temes pagans en el text. Al mateix temps que reconeix que una gran part de la història va poder haver estat inventada al segle xiii, l'investigador ha posat en evidència molts elements que semblen provenir de la tradició oral, com els sacrificis realitzats per Hrafnkell o la personalitat de Freyfaxi.
Jónas Kristjánsson, en un passatge del seu treball general de 1988 sobre les sagues, ha reconciliat eficaçment les diferents tesis en relació al tema de la saga de Hrafnkell: l'interès principal d'aquesta última, diguem-ho així, resideix que «ha suscitat la curiositat per altres textos. S'ha transformat en un cas d'escola, un exemple clàssic en les discussions sobre la relació entre la rudimentària tradició oral i els copistes doctes, entre el pragmatisme tradicional de les actituds i la nova ètica cristiana».